# 松橋站

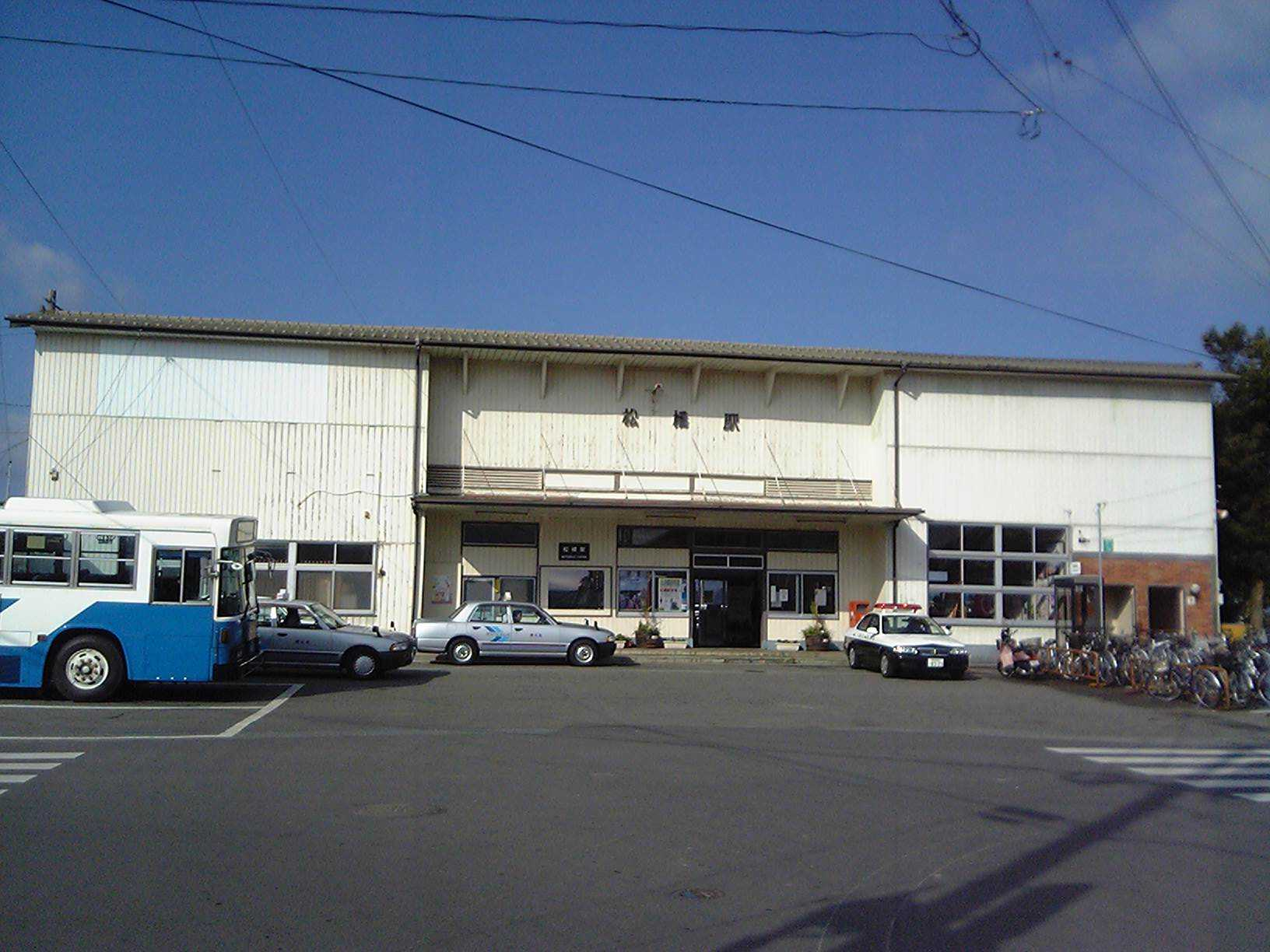
舊車站大樓（2006年1月）

松橋站（日语：／ Matsubase eki */?）是位於熊本縣宇城市不知火町御領，九州旅客鐵道（JR九州）的鹿兒島本線車站。

## 歷史
- 1895年（明治28年）1月28日 - 九州鐵道（第一代）車站啟用。
- 1907年（明治40年）7月1日 - 九州鐵道（第一代）被國有化，成為帝國鐵道廳車站。
- 1934年（昭和9年）6月1日 - 途經此站的省營巴士（日语：国鉄バス）佐俁線（日语：佐俣線）開通。
- 1945年（昭和20年）7月27日 - 車站受到空襲，停站中的列車被機槍掃射，24人死。
- 1969年（昭和44年）12月20日 - 國鐵巴士佐俁線廢止。
- 1987年（昭和62年）4月1日 - 伴隨國鐵分割民營化，車站由九州旅客鐵道（JR九州）營運。
- 2004年（平成16年）3月13日 特急「九州橫斷特急」開始運行。
- 2012年（平成24年）12月1日 - 此站可以使用IC卡「SUGOCA」[3]。
- 2015年（平成27年）
  - 3月 - 車站建設跨站式站房與開始進行周邊工程，遷移至臨時車站大樓，翌月完工[4]
  - 6月29日 -  月台結構由2面3線改為1面2線[5]
- 2016年（平成28年）
  - 3月26日 - 隨著特急「九州橫斷特急」廢止，成為普通列車停車站[6]。
  - 10月1日 - 新車站大樓（跨站式站房）落成[7]。
- 2017年（平成29年）3月 - 預定西出口廣場完工。

## 車站構造
車站是一座設有跨站式站房的地面車站，設有1面2線的島式月台。東出口和西出口設有公眾通道連接（預定西出口廣場在2017年3月完工）。
此站是由JR九州鐵道營業管理的業務委託車站。車站設有綠色窗口和自動售票機。
宇城市為中心車站。由於此站可連接宇土半島觀光勝地，因此此站為優等列車的停車站，部分特急列車或急行「蝦野」（已廢止）、「球磨川」通過此站。在九州新幹線啟用後，特急「九州橫斷特急」設有早上上行1班，晚間下行1班停站，在2016年3月26日時間表修正後，九州橫斷特急不再停此站，在2017年3月4日時間表修正起，所有特急列車均通過此站，使此站只有普通列車停車站。

### 月台
| 月台 | 路線        | 上下行 | 方向                   |
| ---- | ----------- | ------ | ---------------------- |
| 1    | ■鹿兒島本線 | 下行   | 新八代、八代方向       |
| 2    | ■鹿兒島本線 | 上行   | 熊本、玉名、大牟田方向 |

過去的月台編號
2015年6月28日前，從車站大樓起的月台編號為1號（八代方向）、2號（在設有特急列車時期的待避線）、3號月台（熊本方向），結構為2面3線。

## 使用狀況
根據宇城市資料，以下為1日平均上下車人次。
| 上下車人次變遷 | 上下車人次變遷 |
| 年度           | 1日平均人次    |
| -------------- | -------------- |
| 2005           | 3,574          |
| 2006           | 3,567          |
| 2007           | 3,474          |
| 2008           | 3,498          |
| 2009           | 3,336          |
| 2010           | 3,352          |

以下為2016年起，1日平均乘車人次變遷：
| 年度   | 1日平均 乘車人次 | 變化率 |
| ------ | ---------------- | ------ |
| 2016年 | 1,764            |        |
| 2017年 | 1,758            | -0.3%  |
| 2018年 | 1,736            | -1.1%  |

## 車站周邊
車站西邊設有農田和住宅混合地區，車站大樓位於車站東邊為松橋市區。另外，在車站大樓設有「松橋站前」巴士站。
- 宇城市政廳
- 宇城市政廳不知火分所
- 不知火美術館（日语：不知火美術館）
- 松橋神社（日语：松橋神社）
- 熊本縣立松橋高等學校（日语：熊本県立松橋高等学校）
- 丸食（日语：マルショク）松橋站前店
- 松橋郵局（日语：松橋郵便局）
- 國道266號（日语：国道266号）
- 熊本縣道181別松橋停車場線（日语：熊本県道181号松橋停車場線）

## 巴士路線
九州產交巴士
- 松橋站前
  - 砥用
  - 宇土本町二丁目（只有平日與星期六1班）
- 松橋站通（位於車站東邊）
  - 松橋產交（日语：九州産交バス松橋営業所）
  - 三角產交（日语：産交バス三角営業所）（三角站）

熊本巴士
- 松橋站前
  - 南19系統：櫻町BT（日语：熊本桜町バスターミナル）（經城南、AEON Mall熊本（日语：イオンモール熊本），只於平日、星期六服務）

## 相鄰車站
九州旅客鐵道
■鹿兒島本線
■快速（只有上行班次）
通過
■區間快速、■普通
宇土－松橋－小川

## 注腳
1. 1 2 3 4  . 週刊朝日百科. 33号 熊本駅・嘉例川駅・大畑駅ほか. 朝日新聞出版. 2013-03-31: 24.
2. 1 2 3  . JR九州鐵道營業.   [2016-10-30]. （原始内容存档于2016年4月12日）.
3. ↑  . 交通新聞 (交通新聞社). 2012-12-04: 1.
4. ↑  .   [2020-04-05]. （原始内容存档于2015-04-02）.
5. ↑   (PDF).   [2020-04-05]. （原始内容存档 (PDF)于2016-08-04）.
6. 1 2   (PDF). 九州旅客鐵道. 2015-12-18  [2015-12-19]. （原始内容存档 (PDF)于2016-03-04）.
7. ↑  JR松橋駅の新駅舎完成 地域の東西つなぐ｢自由通路｣も （页面存档备份，存于）（西日本新聞經濟電子版、2016年10月2日）
8. ↑  .   [2020-04-05]. （原始内容存档于2020-05-04）.

## 外部連結
- JR九州 – 松橋車站 （页面存档备份，存于）（日語）